# Actinodaphne macgregorii
Actinodaphne macgregorii là loài thực vật có hoa trong họ Nguyệt quế. Loài này được (Merr.) Kosterm. miêu tả khoa học đầu tiên năm 1988.